# 정조 (1961년 영화)
"정조"는 1961년에 개봉한 대한민국의 영화이다.

## 배역
- 이민자
- 신영균
- 박노식
- 주선태
- 최지희
- 윤영규
- 이예춘